# ハリール・ジブラーン
ハリール・ジブラーン（本名 Gibrān Khalīl Gibrān bin Mikhā'īl bin Sa'ad; アラビア語： جبران خليل جبران بن ميکائيل بن سعد)、シリア語ܓ̰ܒܪܢ ܚܠܝܠ ܓ̰ܒܪܢ Khalil Gibran、1883年1月6日 - 1931年4月10日）はレバノン出身の詩人、画家、彫刻家。英語読みからカリール・ジブランとも呼ばれる。キリスト教マロン派（マロン典礼カトリック教会）信徒。

## 生涯
1883年、オスマン帝国時代末期に現在のレバノン北部の山間部の村ブシャッレ（ブシャッリ）(Bcharre, Bisharriなどとも綴る）に生まれる。1895年に、父親だけをレバノンに残し、母親と兄1人・妹2人と共に、母の兄を頼ってアメリカ合衆国のボストンに移住し、英語の初等教育を受けた。1898年、アラビア語の高等教育を受けるために単身帰国。この頃15歳で既に『預言者』の草稿をアラビア語で書き、以後も散文詩を書き、詩人たちの肖像画を描く。1902年再渡米、1905年アラビア語の詩『音楽』を出版しデビュー、その後も米国のアラビア語雑誌「アル・フヌーン」を中心に短編小説、寓話、詩、エッセーなどを発表。1908年渡欧、パリに2年間滞在しロダンに師事、ウィリアム・ブレイクやニーチェの思想に触れ、ドビュッシーとも親交を深めた。ロダンは彼の才能を認め、ジブラーンはパリで絵と彫刻の個展を開催し、画集も出版された。1910年ボストンに戻り『預言者』を英語に書き直し、何度も推敲を重ねる傍ら、1912年にはアラビア語で初の長編小説『折れた翼』を、1918年には初の英語著作『狂人』を刊行した。アラビア語と英語を用いた移民の文学はマフジャルと呼ばれており、ジブラーンもマフジャルの作家として1920年にミハイル・ナイーマやアミーン・アッ・ライハーニーらと作家同盟（ラービタト・アル・カラミーヤ）を結成した。そして英語で『預言者』を刊行(1923年)して8年後、1931年にニューヨーク市で没した。故郷のブシャッレ郊外には、彼を記念する博物館がある。

## 作品

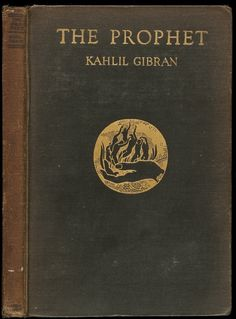
『預言者』初版 (1923)

「20世紀のウィリアム・ブレイク」とも称され、宗教・哲学に根ざした、壮大な宇宙的ヴィジョンを謳う詩や絵画を残し、その作風は後世さまざまな詩人や政治家に影響を与えた。
ジブラーンは現代の狂気をモチーフとして、周囲によって作られる狂気を書いた。寓話集『狂人』(1918年。英語で公刊した最初の著書。邦訳題『狂人(きぐるいびと)』『狂い者』)などの作品にもそれが表れている。
世界的に著名な詩集は、1923年英語で発表された散文詩的小説の『預言者』（アラビア語の草稿は15歳で書き上げられ、1910年ボストンで英訳し以降何度も推敲を重ねた）。1920年代と1950年代にアメリカでよく読まれ、のちにヒッピーのバイブルとも呼ばれた。アラビア語世界では1950年代に読まれてアラビア語文学者から批判も受けたが、現在ではその意義が肯定的に評価されている。『預言者』は、世界30数ヵ国語に翻訳されている。
皇太子妃だった当時の上皇后美智子がレバノン大統領から贈られたジブラーンの散文詩集『預言者』を愛読し、相談役の神谷美恵子にも紹介。神谷が後に『預言者』の抜粋集を執筆するきっかけにもなった。
文才のみならず美術の才能にも優れ、ロダンに師事して絵画と彫刻を本格的に手がけ、ボストンやパリで個展を開いた。『預言者』の挿絵も自ら描いている。エッセイ集の『驚異と奇譚』ではアラビア語の著作家14人の肖像画として、ハンサー、イブン・ハルドゥーン、アブー・ヌワースらを描いた。

## 影響
『預言者』の続編ともいえる1933年の英語詩集『The Garden of the Prophet（預言者の園）』の一節は、英国のジャーナリスト、ロバート・フィスクが現代レバノン政治について描いたノンフィクション "Pity the Nation"の題名ともなっている。
ジブラーンはカウンター・カルチャーにも影響を与え、ジョン・レノンはジブラーンの箴言集『砂と泡』の1節をビートルズの曲 『ジュリア 』（1968年）の歌詞に引用している。
ジブラーンの詩は、レバノンの歌手フェイルーズをはじめとしてアラビア語圏でも多く歌われている。特に詩集『行列』の中の「木笛をくれ」がよく知られている。

## 著作
- アラビア語の著作も、20世紀半ばまでに殆どが英訳されている。

- Nubthah fi Fan Al-Musiqa (1905)
- Ara'is al-Muruj (Nymphs of the Valley, also translated as Spirit Brides, 1906)
- al-Arwah al-Mutamarrida (Spirits Rebellious, 1908)
- al-Ajniha al-Mutakassira (Broken Wings, 1912) アラビア語の長編
- Dam'a wa Ibtisama (A Tear and A Smile, 1914)
- al-Mawakib (The Processions, 1919)
- al-‘Awāsif (The Tempests, 1920)
- al-Bada'i' waal-Tara'if (The New and the Marvellous,1923)
- The Madman (1918) 寓話集
  - 『狂人(きぐるいびと)』小森健太朗・長尾香里 共訳、『漂泊者(さすらいびと)』(壮神社)に所収
  - 『狂い者』佐久間彪・訳、至光社、2008年。(著者名「カリール・ジブラン」）ISBN 978-4-7834-0302-9 C0016
- Twenty Drawings (1919) ジブラーンの画集。
- The Forerunner (1920) 寓話集
  - 『先駆者(さきがけびと)』小森健太朗・長尾香里 共訳、『漂泊者(さすらいびと)』(壮神社)に所収
- The Prophet, (1923)
  - 『預言者』佐久間彪[注 7]・訳、至光社、1984年。(著者名「カリール・ジブラン」）ISBN 4-7834-0137-3
  - 『預言者』(ポケット版）佐久間彪・訳、至光社、1990年。(著者名「カリール・ジブラン」）ISBN 4-7834-0197-7
- Sand and Foam (1926) 箴言集
- Kingdom Of The Imagination (1927)
- Jesus, The Son of Man (1928) 英語著作では最も長い作品。福音書の同時代の72人が、夫々の見たイエス像を語る。
  - 『人の子イエス』小森健太朗・訳、みすず書房、2011年。(著者名「カリール・ジブラーン」) ISBN 978-4-622-07606-3
- The Earth Gods (1931) 戯曲
- The Wanderer (1932) 寓話集（没後刊行）
  - 『漂泊者(さすらいびと)』小森健太朗・長尾香里 共訳、『漂泊者(さすらいびと)』(壮神社)に所収
- The Garden of the Prophet(1933) 『預言者』の続編と位置付けられているが、ジブラーンの草稿を死後バーバラ・ヤングがまとめたもので、ジブラーンの文体とはかなり異なっている[1]。
- Lazarus and his Beloved (1933)
- Prose and Poems(1934) アラビア語詩の英訳編集
- A Self-Portrait (1959)
- Thought and Meditations (1960) アラビア語からの英訳。アラビア語雑誌に載った短編・小品・詩[1]。
- Spiritual sayings (1962) アラビア語雑誌掲載の文章の英訳編集。前半は箴言集、後半は幾つかのショートストーリー[1]。
- Voice of the master (1963) アラビア語長編の英訳。原典初出年は推定で1919年頃[1]。
- Mirrors of the Soul (1965)
- Death Of The Prophet (1979)
- The Vision (1994)
- Eye of the Prophet (1995)